# 江原啓一郎
江原 啓一郎（えばら けいいちろう、1991年9月23日 - ）は、NHKのアナウンサー。

## 人物
東京都武蔵野市出身。父親の仕事の関係で、5歳から7歳までアメリカ・ニュージャージ州で過ごした。高校1年生の時に、Eテレ「NHK高校講座・生物基礎」に担任の紹介で出演したことがある。
御茶ノ水にある予備校で浪人後、早稲田大学政治経済学部に入学、卒業。2016年NHK入局。初任地は長崎。ニュース845長崎、イブニング長崎、長崎スペシャルなどに不定期に出演した。2019年度に京都放送局に異動しニュース630 京いちにちのキャスターを務めた（2019年4月1日 - 2021年3月26日）。そのほか京都ニュース845にも不定期に出演。2021年度に東京アナウンス室に異動。NHKニュースおはよう日本の5:00 - 6:00のキャスターを務めた（2021年4月12日 - 2022年3月18日）ほか、サブキャスターやニュースリーダーなど出演多数。2024年度から首都圏ネットワークの月曜 - 木曜のメインキャスター（2024年4月1日-）を務めているほか、NHKプレマップ、NHKの広報ミニ番組、ニュース・気象情報（不定期）に出演。

## 担当番組
☆は現在担当（出演）中 
長崎放送局時代（2016年度 - 2018年度）
- どーも、NHK（新人アナウンサーとして）
- ニュース845長崎（不定期）
- イブニング長崎（不定期・渡辺健太のキャスター代行など）
- 長崎スペシャル（不定期）

京都放送局時代（2019年度 - 2020年度）
- ニュース630 京いちにち（キャスター：2019年4月1日 - 2021年3月26日）
- 京都ニュース845（不定期）

東京アナウンス室時代（2021年度 - ）
- NHKニュースおはよう日本（キャスター：5:00 - 6:00）（2021年4月12日 - 2022年3月18日）[4]
  - 佐藤俊吉、塩田慎二との1週間ごとのローテーション
- 国会中継（随時）
  - 第208回国会 - 第213回国会（2022年4月 - 2024年3月）
- NHKニュース7
  - 深川仁志の代理サブキャスター（2022年7月23日 - 24日、8月6日 - 7日、20日 - 21日）
  - 今井翔馬の代理サブキャスター（2022年8月29日 - 9月2日）
- NHKワールドJAPAN「NHK NEWSLINE」アンカー（2023年2月）
- 第20回統一地方選挙開票速報（NHKラジオ第1）2023年4月9日（開票状況担当）
- ニュースウオッチ9（ニュースリーダー、2023年4月10日 - 12月21日）
- サタデーウオッチ9（ニュースリーダー、2023年4月21日 - 2024年3月23日）
- 全国戦没者追悼式 （NHKラジオ第1）（進行：2023年8月15日）
- 首都圏ネットワーク（メインキャスター）（月曜 - 木曜：2024年4月1日[5] - 2025年3月27日）
- #NHK（2024年4月1日[5] - 2025年3月19日）- NHKの広報ミニ番組
- とちぎ630（宇都宮局、2024年7月12日）[6]
- トットちゃんの宝物(2025年3月15日土21:00〜22:00放送)
- 正午のニュース（利根川真也の代理キャスター）（2025年8月16日[7] - 17日）
- ☆週刊情報チャージ! チルシル（キャスター：2025年4月5日 - ）
- ☆音の風景（ナレーション：2025年4月 - ）
- ☆ニュース・気象情報（平日午後2時、3時、4時）（2021年度より不定期）
- ☆ニュース645（2021年度より不定期）

## 同期のNHKアナウンサー
- 浅野里香
- 押尾駿吾
- 小野文明
- 川﨑理加
- 佐々木芳史
- 佐藤あゆみ（退職→フリーアナウンサー）
- 澤田拓海
- 高栁秀平（退職→博報堂DYメディアパートナーズグループ）
- 竹野大輝
- 中川安奈（退職→ホリプロ）
- 中村慎吾
- 法性亮太
- ホルコムジャック和馬